# 27530 Daveshuck
27530 Daveshuck este o planetă minoră (asteroid), cu un diametru de 8,836 km, din centura de asteroizi. A fost descoperită pe 26 aprilie 2000 la Stația Anderson Mesa de Lowell Observatory Near-Earth-Object Search. 
Obiectul prezintă o orbită caracterizată de o semiaxă mare de 3,1343224 UAi, o excentricitate de 0,11, o înclinație de 8,25423 ° în raport cu ecliptica.